# Церковь Успения Богородицы на Пресне
Церковь Успения Богородицы на Пресне (арм. Մոսկվայի Սուրբ Աստվածածին հայկական եկեղեցի) — храм Армянской Апостольской церкви в Москве, который был разрушен в 1920-х гг..

## История
В 1729 году российские власти подарили участок земли грузинскому царю Вахтангу Левановичу, который в 1731 году передал часть этой подаренной земли на Пресне (где проживало много армян) многочисленным армянам, которые были в его свите. Тогда в 1746 году армяне построили на этом месте церковь Успения Богородицы и кладбище, а на Большой Грузинской улице — дома армянской церкви. В 1920-х храм был снесён. Участок земли, на котором стоял храм, был застроен лишь в 1960-е.
Таким образом, церковь Успения Богородицы на Пресне стал первым известным армянским храмом Москвы. Затем в 1779 году была построена Крестовоздвиженская церковь, в 1815 году — церковь Святого Воскресения на Ваганьковском кладбище. В церковь Святого Воскресения были перенесены из пресненской армянской церкви останки погребённых в ней родственников Лазаревых.